# 劉延景
劉延景（7世纪？—689年11月25日），字冬日，唐朝官员，刘德威和平寿县主之子。
劉延景的异母兄劉审礼，劉审礼生母郑氏早亡，事奉继母平寿县主，抚爱弟弟刘延景，友爱甚笃。所得禄俸，都送至县主处，以资刘延景抚养之费。刘审礼被吐蕃俘虏，刘延景和刘审礼之子尚乘直长刘殆庶（刘侍庶）诣阙待罪，请入吐蕃以赎回。唐高宗有诏书说刘审礼徇忠被俘，并非有罪，应该各还其职。劉延景，官至陕州刺史，女儿嫁给唐睿宗李旦。永昌元年十月初八丁巳日（689年11月25日），陕州刺史刘延景被武则天处死。景云元年（710年），唐睿宗追赠劉延景尚书右仆射、沛国公，陪葬乾陵。

## 子女
- 女：肃明皇后刘氏，唐睿宗皇后
- 子：刘希顺，秘书省秘书郎
  - 孙：刘粲，泽州刺史
    - 曾孙：刘密，朝请大夫、唐州长史兼监察御史
- 女：刘氏，嫁韦嗣立
- 子：刘溫玉，許州刺史
  - 孙：刘寡悔，齊州刺史
- 子：刘承顏，宗正卿
- 子：刘瑗，國子祭酒
  - 孙：刘為輔
    - 曾孙：刘商，檢校虞部郎中
      - 玄孙：刘仁師，字行輿，司勳郎中

    - 曾孙：刘寰

  - 孙：刘為鱗
- 子：刘琪，左衛將軍
  - 孙：刘為翼
  - 孙：刘為範